# معركة الأين الثالثة
معركة الأين الثالثة (بالإنجليزية: Third Battle of the Aisne)‏ هي معركة وقعت في فترة هجوم الربيع خلال الحرب العالمية الأولى. على الجبهة الغربية في عام 1918، جنرال إيريك لودندورف، نائب رئيس هيئة الأركان العامة الألمانية، يطلق هجوما الثالث: هجوم تضليلية ضد الفرنسيين الذين يحمون جيمن قصر السيدات، على أيسن. والهدف من ذلك هو منع ودندورف الفرنسية لإرسال تعزيزات للبريطانيين الذين هم في شمال فرنسا، حيث يعتزم شن هجوم على كاليه.